# Michelle Barrett
Michelle Louise Barrett (Sheffield, Yorkshire del Sur; 17 de julio de 1981) es una actriz pornográfica y modelo erótica inglesa retirada.

## Carrera como modelo
Barrett empezó modelando a los 15 años de edad, posando para revistas y libros de rompecabezas. A los 19 años empezó modelando en revistas para adultos y caballeros, haciendo apariciones en Hustler, Mayfair, Men Only y Playboy's Book of Lingerie (Especial de Lencería de marzo abril del 2001 de Playboy). Todavía modelo, pero hoy sus fotografías son más probablemente publicadas en línea. Ha trabajado con varios fotógrafos muy reconocidos, notablemente con Suze Randall. Además de sus más tradicionales apariciones adultas, Barrett posa también para glamurosos pictoriales fetichistas, incluyendo los que implican bondage ligero y látex.

## Carrera en la industria porno
Barrett empezó su famosa carrera pornográfica en 2000 cuando empezó realizando escenas para la productora Americana Red Light District. Ella ha descrito en entrevistas que tiene aversión a trabajar para productoras adultas en su natal Inglaterra, mencionando "ellos toman para siempre y no son como los profesionales". Ella vive en la ciudad de Sheffield, al norte de Inglaterra y viaja a los Estados Unidos para realizar sus videos. Típicamente, ella vuela fuera por unos pocos meses del año y realizá de una a dos escenas por día. Este riguroso horario justifica su larga filmografía.
Sus películas caen generalmente en las subcategorías de pornografía anal, lesbiana y gonzo. Barrett ha concedido entrevistas y en su grupo de Yahoo! donde menciona preferir doble penetración, una tendencia que está gozando de una popularidad cada vez mayor en la industria cinematográfica adulta, en la cual dos hombres entran simultáneamente en trato con una sola mujer. Muy conocida por sus extremas escenas anales.